# Tiit
Tiit ist als Kurzform von Tiidrik, einer alten estnischen Entsprechung des althochdeutschen Theodoric,  ein estnischer männlicher Vorname.

## Namensträger
- Tiit Aleksejev (* 1968), estnischer Historiker, Diplomat und Schriftsteller
- Tiit Hennoste (* 1953), estnischer Sprachwissenschaftler
- Tiit Matsulevitš (* 1958), estnischer Diplomat und Journalist
- Tiit Rosenberg (* 1946), estnischer Historiker
- Tiit Sokk (* 1964), estnischer Basketballspieler und -trainer
- Tiit Vähi (* 1947), estnischer Politiker und Unternehmer

### Familienname
- Ene-Margit Tiit (* 1934), estnische Mathematikerin und Hochschullehrerin